# Provincia di Esmeraldas
La provincia di Esmeraldas è una delle ventiquattro province dell'Ecuador, il capoluogo è la città di Esmeraldas.

## Geografia fisica
La provincia è situata sulla costa nord-occidentale del paese, ad ovest si affaccia sull'Oceano Pacifico, a nord confina con il dipartimento Colombiano di Nariño, a est con le province del Carchi e dell'Imbabura ed a sud con le province del Pichincha, di Santo Domingo de los Tsáchilas e Manabí.
Il territorio è per lo più pianeggiante con modesti rilievi che non superano i 300 m s.l.m., ultime propaggini della Cordigliera Occidentale.
Numerosi sono i corsi d'acqua che in passato erano il principale mezzo per trasportare legno e banane.
L'attrazione principale della provincia sono le numerose spiagge (la più celebre è quella di Atacames) nella parte meridionale e la riserva di Cayapas-Mataje nella parte settentrionale.
La città di Esmeraldas è uno dei porti principali del paese, vi si trova anche il terminal di un oleodotto.

## Cantoni
La provincia è suddivisa in sette cantoni:
| # | Cantone     | Capoluogo   |
| - | ----------- | ----------- |
| 1 | Atacames    | Atacames    |
| 2 | Eloy Alfaro | Valdez      |
| 3 | Esmeraldas  | Esmeraldas  |
| 4 | Muisne      | Muisne      |
| 5 | Quinindé    | Rosa Zárate |
| 6 | Río Verde   | Rioverde    |
| 7 | San Lorenzo | San Lorenzo |